# یوتسنو
یوتْسِنو (به فنلاندی: Joutseno) یک منطقهٔ مسکونی در فنلاند است که در لاپن‌رانتا واقع شده‌است. یوتسنو ۱۰٬۶۵۹ نفر جمعیت دارد.